# Alessandro Farnese af Parma
Alessandro Farnese (27. august 1545 – 3. december 1592) var den tredje hertug af det lille hertugdømme Parma i Norditalien fra 1586 til 1592. Han tilhørte slægten Farnese og var søn af Ottavio Farnese i hans ægteskab med Margrete af Parma.